# Samsun
Samsun (w starożytności Sampsounta i Amisos) – miasto w północnej Turcji, nad Morzem Czarnym, ośrodek administracyjny ilu Samsun. W 2014 liczył 1 269 989 mieszkańców.
W mieście rozwinął się przemysł spożywczy, drzewny oraz chemiczny.
W pobliżu port lotniczy Samsun-Çarşamba.

## Miasta partnerskie
- Dar es Salaam, Tanzania
- Neumünster, Niemcy
- Kalmar, Szwecja
- Suche Bator, Mongolia
- Mediolan, Włochy
- İskele, Cypr Północny
- Bordeaux, Francja
- Kilonia, Niemcy
- Noworosyjsk, Rosja
- Gorgan, Iran
- Brczko, Bośnia i Hercegowina
- Aktau, Kazachstan
- Donieck, Ukraina
- Biszkek, Kirgistan
- Akra, Ghana
- Sumgait, Azerbejdżan
- Bizerta, Tunezja[3]